# 雅各布·伊萨克松·范勒伊斯达尔

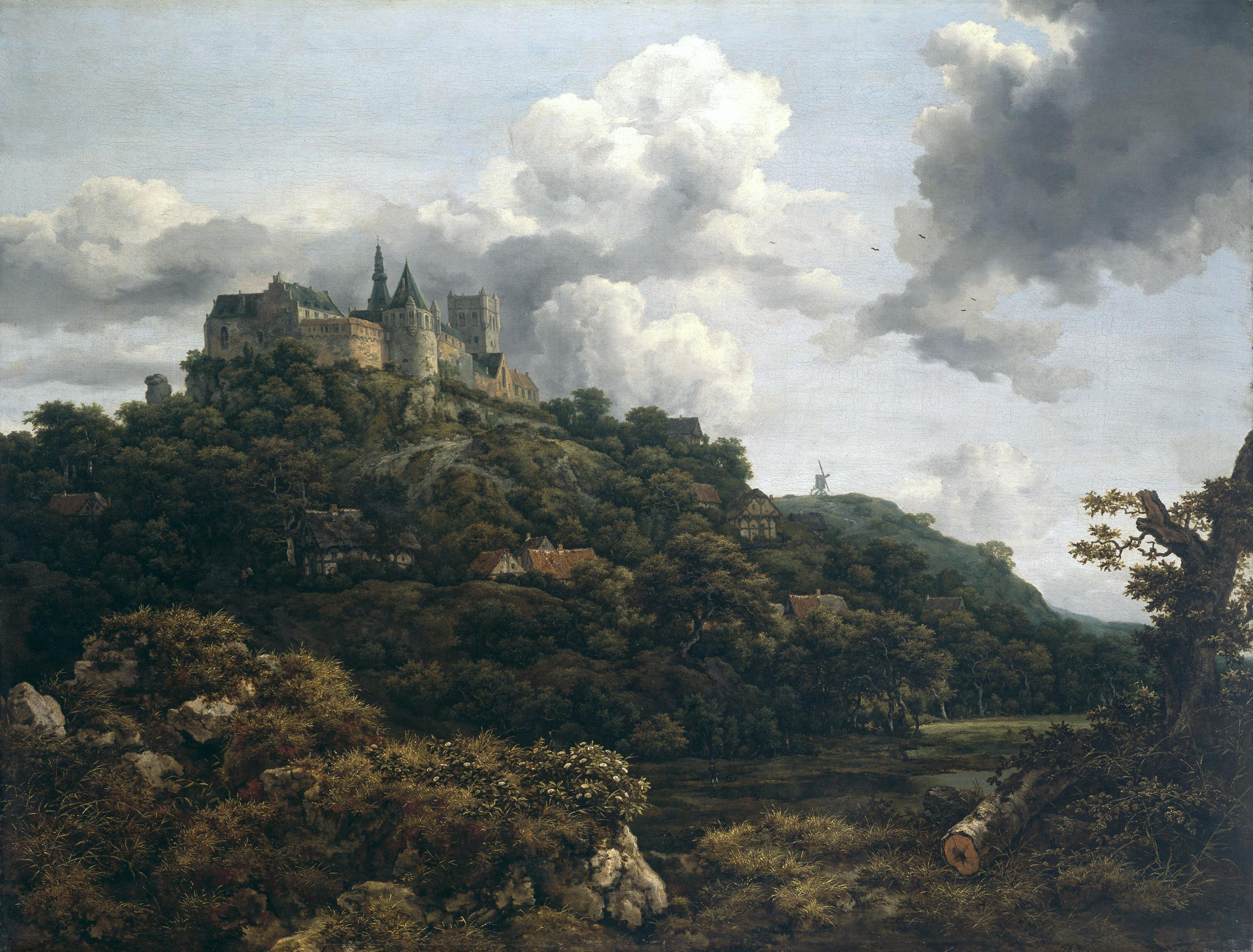
德国–荷兰边界的《本特海姆城堡》（1653年）

雅各布·伊萨克松·范勒伊斯达尔（Jacob Isaakszoon van Ruisdael [或拼作Ruysdael]，约1628年－1682年3月14日）是著名的荷兰风景画家。

## 生平
范勒伊斯达尔出生于荷兰南部的哈勒姆，父亲和叔父都是风景画家，他可能还向其他画家学习过，他的油画和蚀刻版画作品最早出现于1645年，1648年他就被当地的画家同业公会吸收为成员，1659年，他在阿姆斯特丹获得独立画家的资格。1668年，他的名字出现在画家霍贝马的婚礼名单上。他生前作品似乎并不出名，没有受到重视，曾经陷于非常贫寒的境地，1681年，他从属的基督教门诺会曾经向哈勒姆市政申请让他进入公立养老院，并在那里逝世。

## 作品
他的作品分布在卢浮宫、伦敦国家画廊、海牙、阿姆斯特丹、柏林和德累斯顿的各大博物馆，所有作品的主题都集中在描画风景尤其是森林的景象，他被称为是树画家，擅长于描绘树叶尤其是古老的橡树，相当细致和传神的描画，他所画的城堡远景明显受到伦勃朗的影响。
他也经常刻画海岸和大海的景象，但他刻画的最好的还是孤独的林中空地风景，他的山区风景画似乎是描画挪威的景色，证明他也许曾经出国旅行，但没有确切的记载。他作画似乎并不重视技法，只是依靠直觉进行感性地绘制具有诗意的画作。
他和其他荷兰画家不同，并不绝对参照现实的真实风景，而任意安排画面中的树木、植物、云和光线等细部，他还非常善于刻画天空和云朵。
歌德曾经称赞他为画家中的诗人，他的画作也影响到后来的浪漫主义画派。

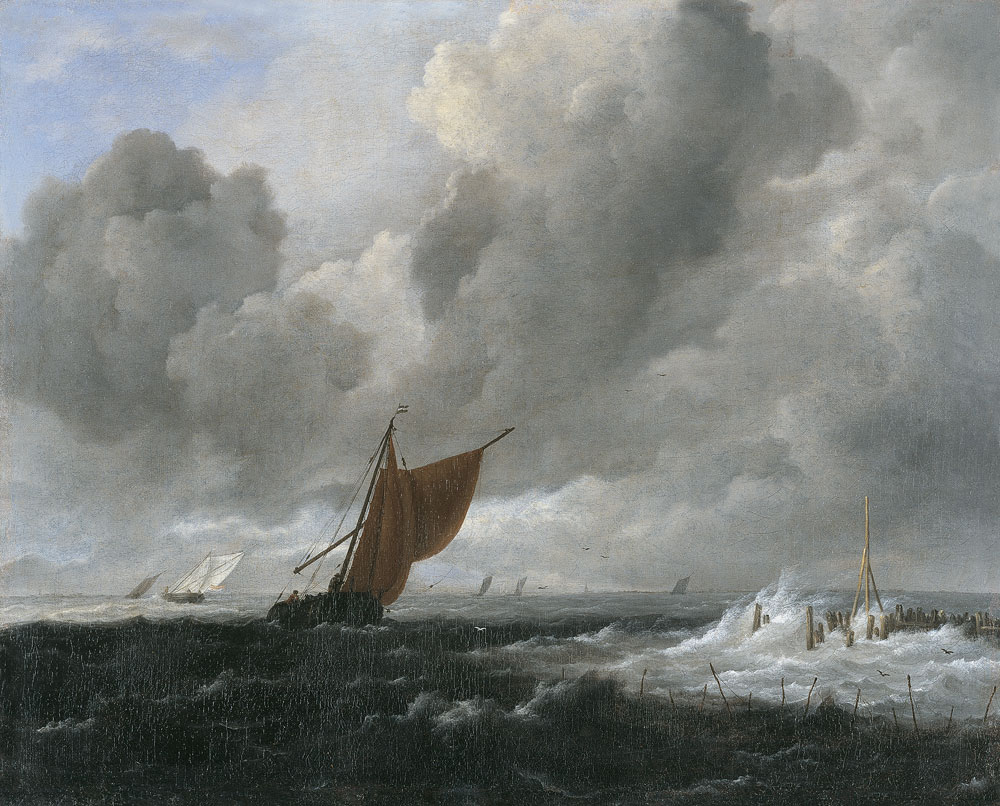
《海景》

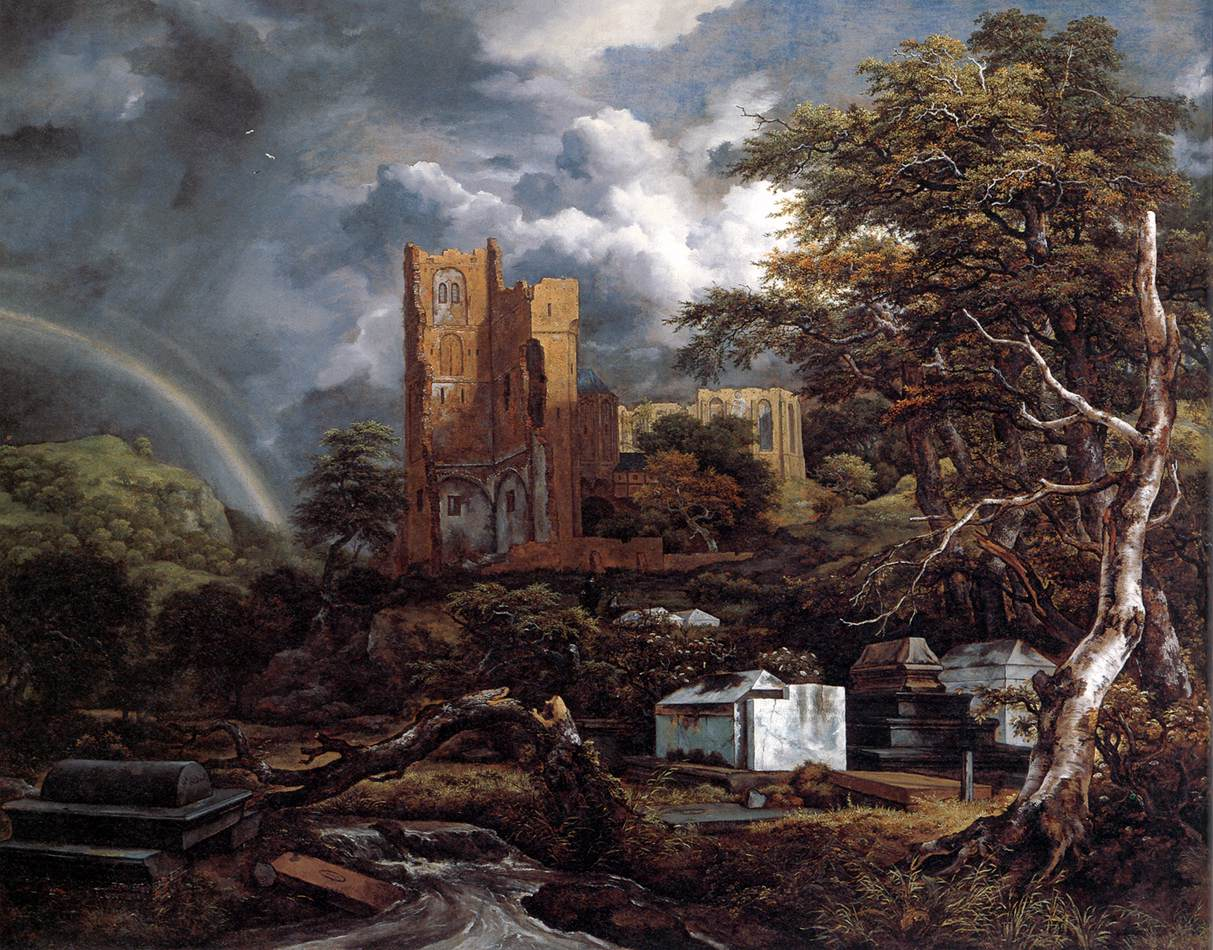
《猶太人公墓》 (約1654–55)

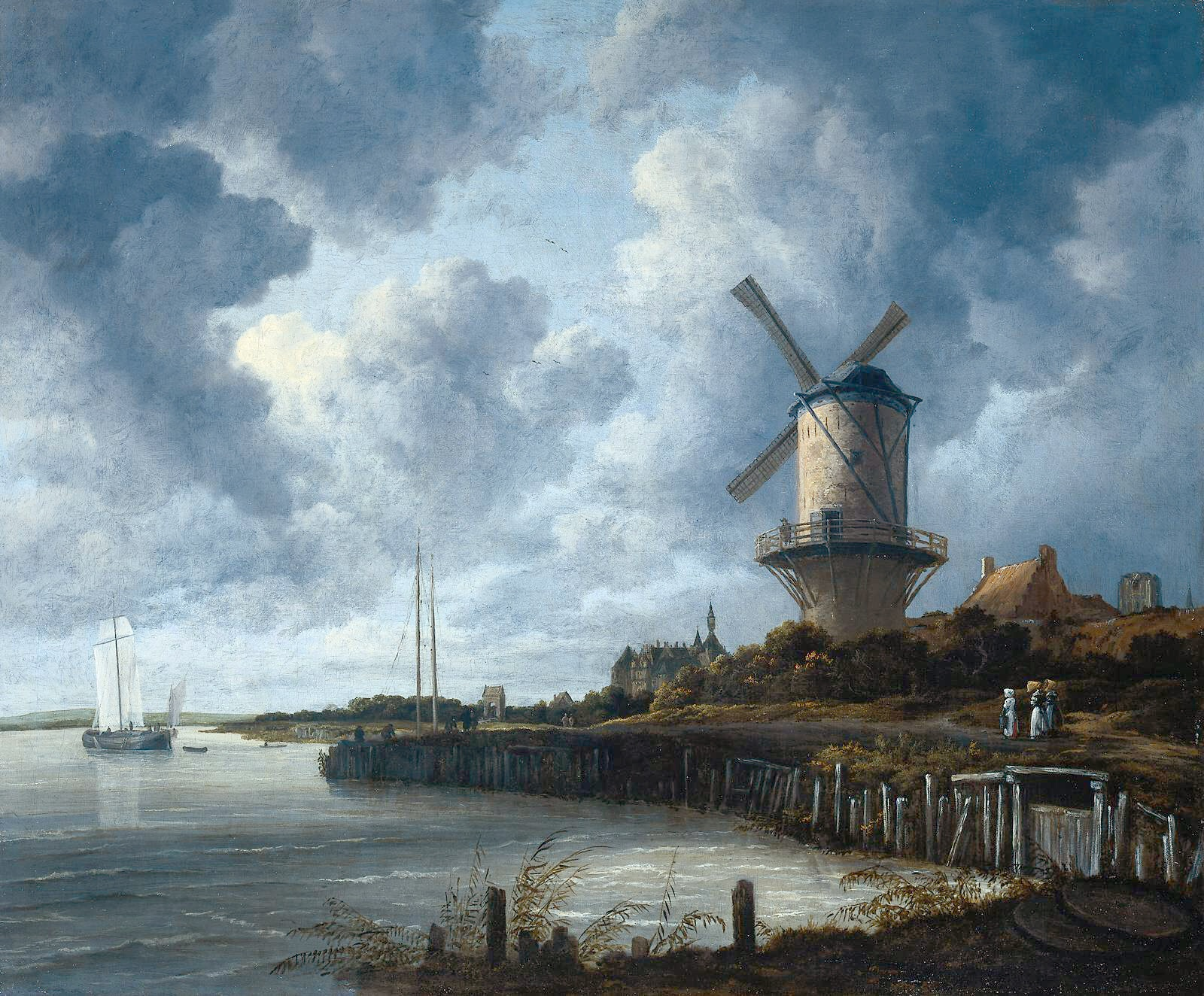
《迪爾斯泰德附近的韋克磨房》（The Mill at Wijk near Duurstede），1670年

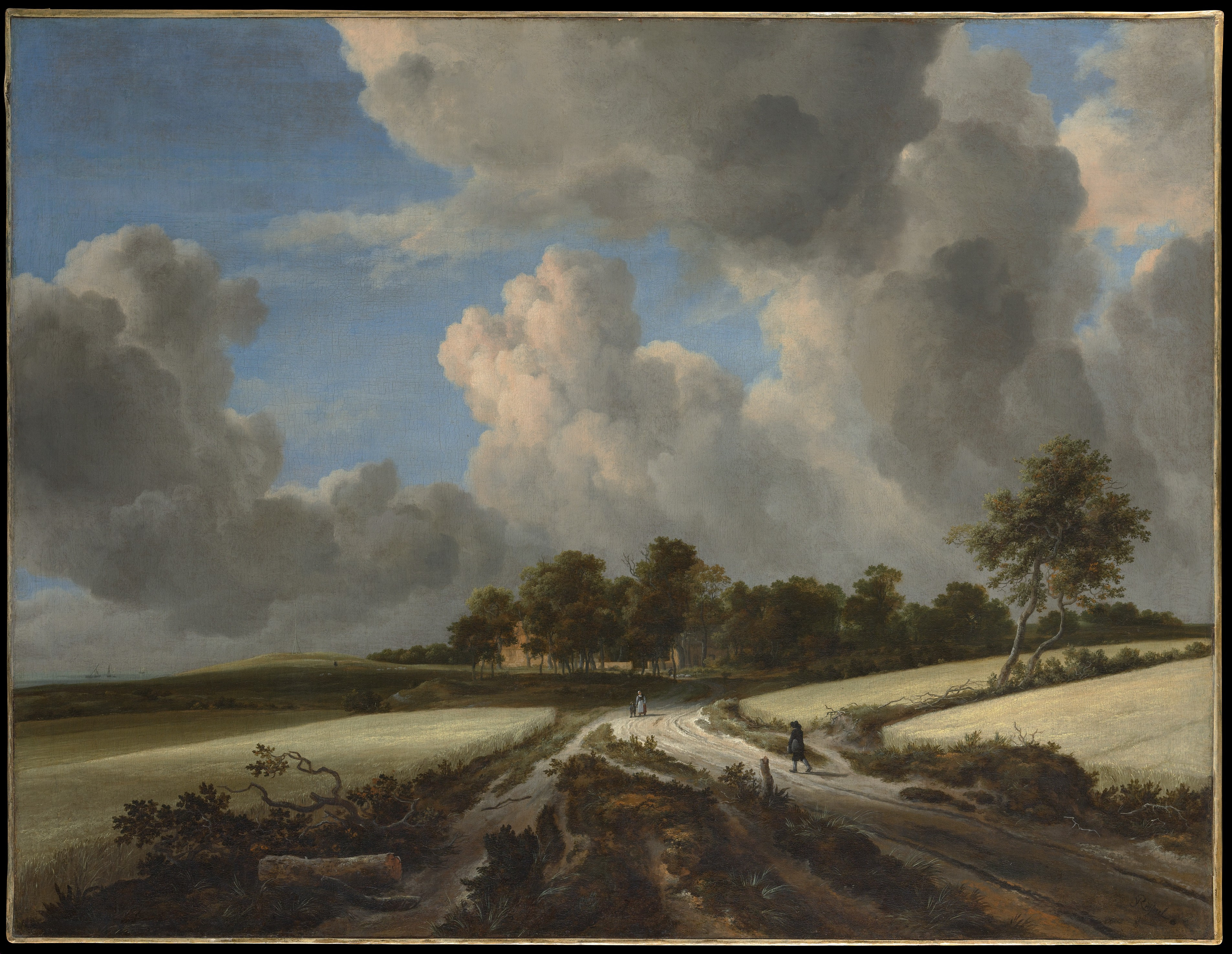
《麥田》（Wheat Fields），1670年